# Boisea trivittata
Boisea trivittata es un insecto hemíptero de Norteamérica. Se encuentra principalmente en arces y fresnos. Los adultos miden 13 mm. Tienen una coloración marrón oscura o negra con venas rojas en las alas y marcas de ese color en el abdomen. Las ninfas son rojas brillantes. En el mes de marzo de 2020, esta especie llegó a Chile donde se convirtió en especie invasora.

## Etimología
Trivittata proviene del latín tri (tres) + vittata (bandas).

## Biología y taxonomía
Las ninfas se alimentan principalmente de las semillas en desarrollo de arces y fresnos. Es fácil confundirlos con miembros del género Jadera y con la especie hermana Boisea rubrolineata. En general los miembros de la familia Rhopalidae se diferencian de los miembros de Pentatomidae porque carecen del fuerte olor que caracteriza a especies de esta familia. Sin embargo, Boisea trivittata es maloliente y se reúne en grandes grupos, así el olor y mal gusto sirven de defensa contra depredadores. Se alimentan, ponen huevos y se desarrollan en Acer negundo, especialmente en árboles femeninos y se desarrollan en las semillas. Prefieren las semillas pero también se alimentan de la savia de hojas. Pasan el invierno en los desechos y hojarasca que les proporcionan protección.

## Como plaga
No están clasificados como una plaga seria de la agricultura, pero llegan a causar ciertos problemas, especialmente en plantas ornamentales. También en algunos casos causan daños a los frutos en el otoño. Pueden dejar cicatrices, manchas o deformaciones y aun caída prematura de los frutos.
En ciertas épocas del año se congregan en grandes grupos mientras toman sol en superficies tibias, cerca de sus plantas hospederas (por ejemplo en rocas, árboles o construcciones humanas). Esto puede crear problemas en el otoño cuando buscan lugares para invernar. A veces se congregan en grandes números. Una vez que encuentran acceso a un lugar interior, por ejemplo espacio entre las paredes o tabiques, permanecen inactivos. A veces, cuando la casa está calefaccionada, creen que ya ha terminado el frío y vuelven a la actividad. Pueden así invadir el interior de lugares habitados en busca de agua o alimento. Defecan, ensucian alfombras, muebles, cortinas y pueden alimentarse de ciertas plantas de interiores. En la primavera salen de su lugar de invernación en busca de arces o fresnos para depositar sus huevos. Se pueden ver congregaciones de muchos individuos según la temperatura de esta época y durante el verano. Algunos consideran estos grupos y los desechos que producen como una seria molestia. Las arañas son depredadores pero no de mayor importancia porque estos insectos tienen defensas químicas. Los pájaros tampoco suelen atacarlos por esta razón. El parasitismo tampoco parece tener mayor efecto.

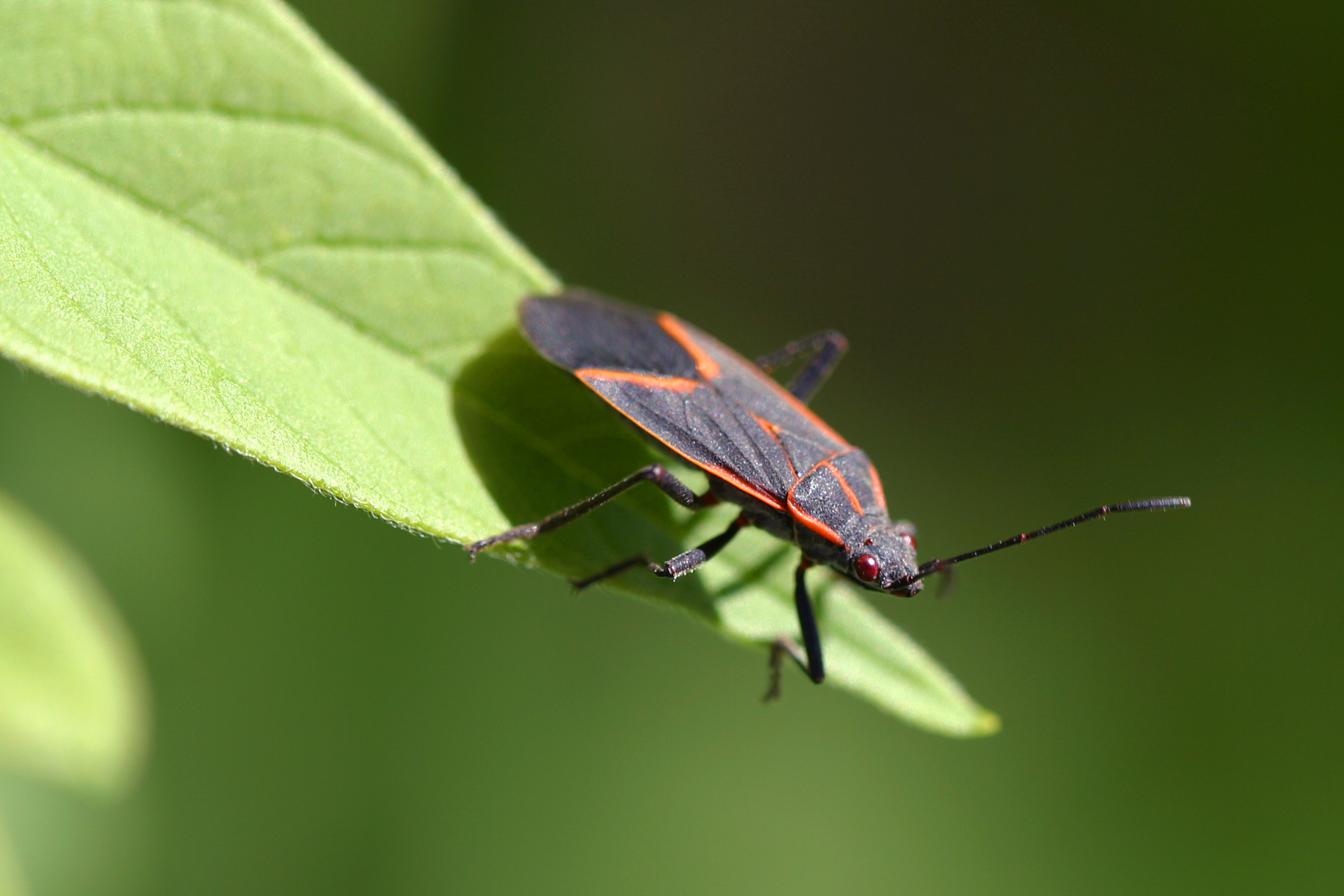
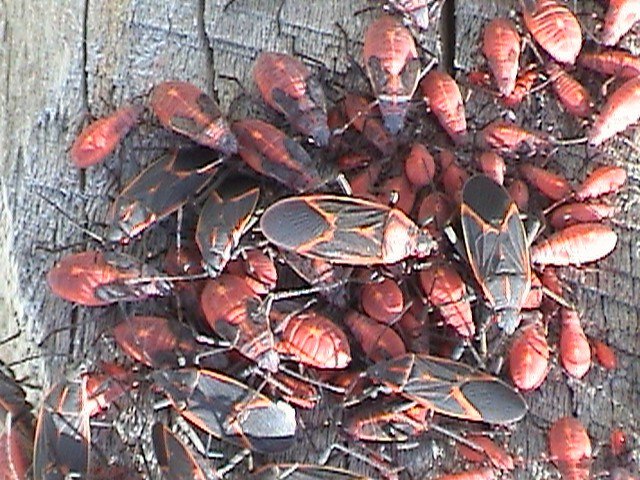
Adultos y ninfas
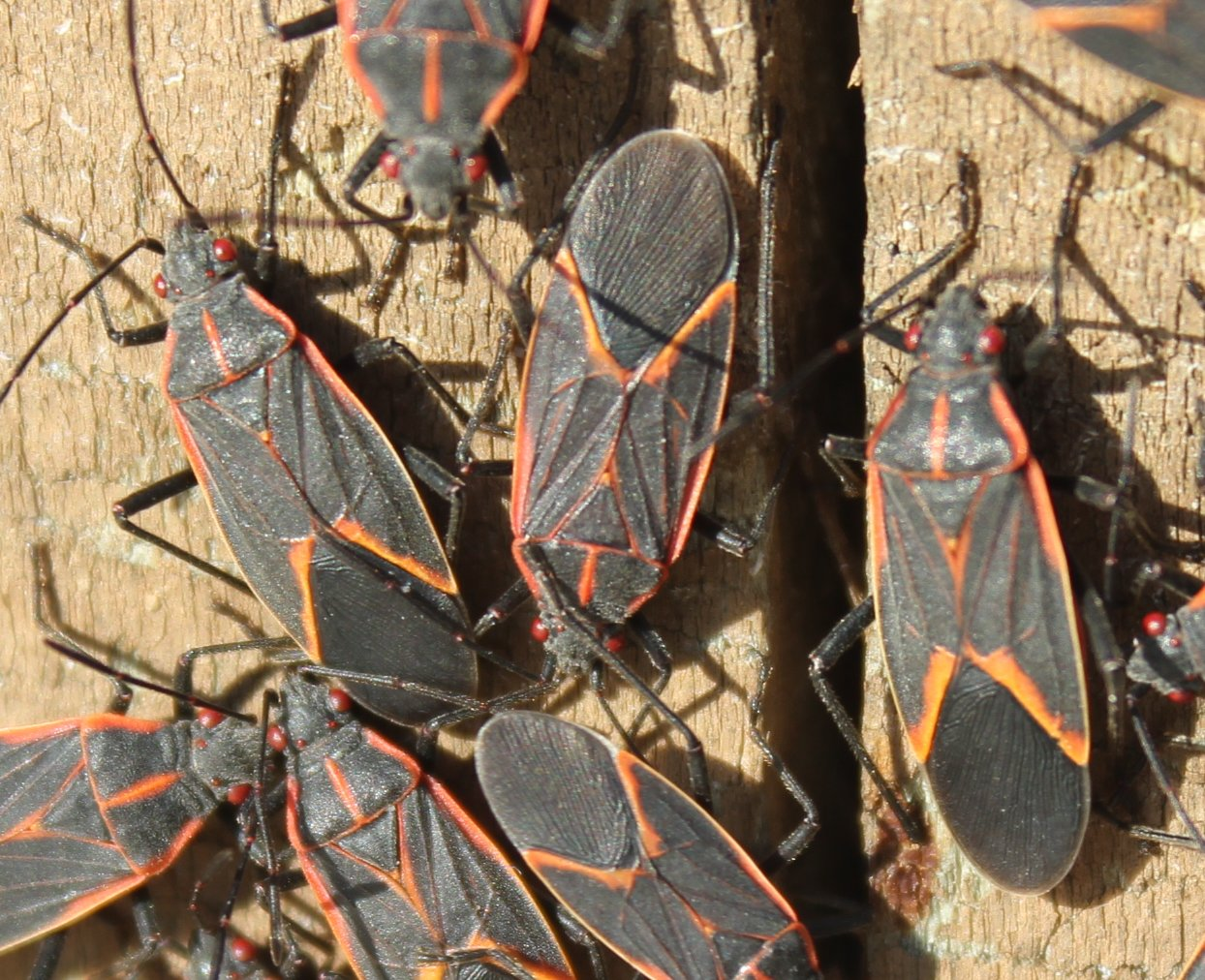
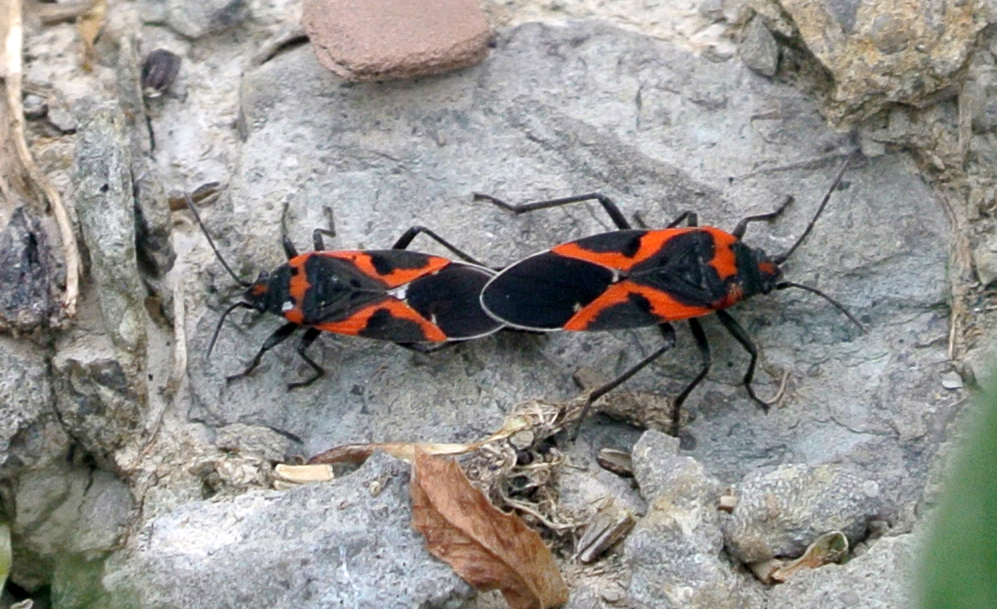
Pareja de Lygaeus kalmii que a veces se confunde con Boisea trivittata.
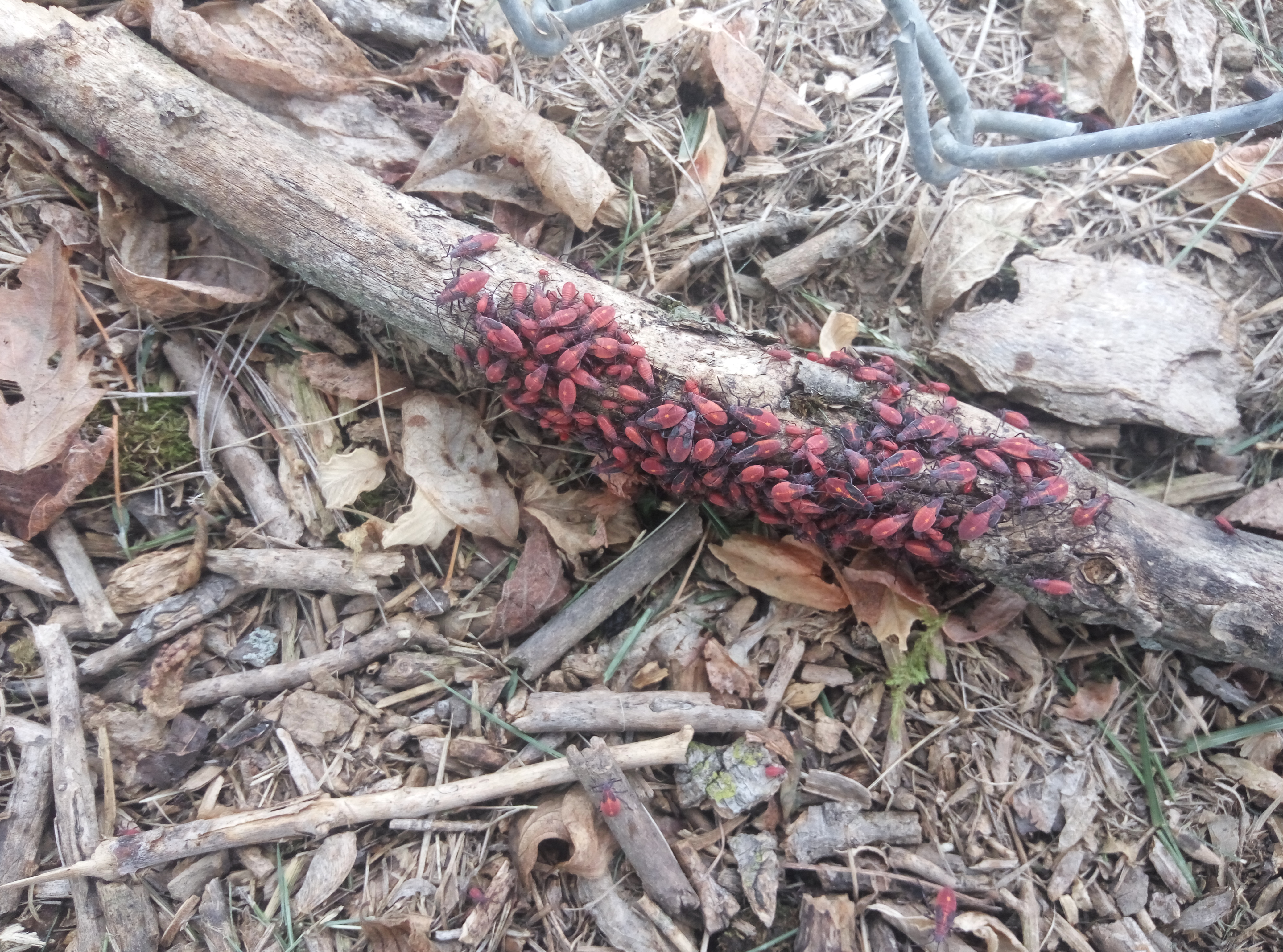
Grupo en un tronco caído.
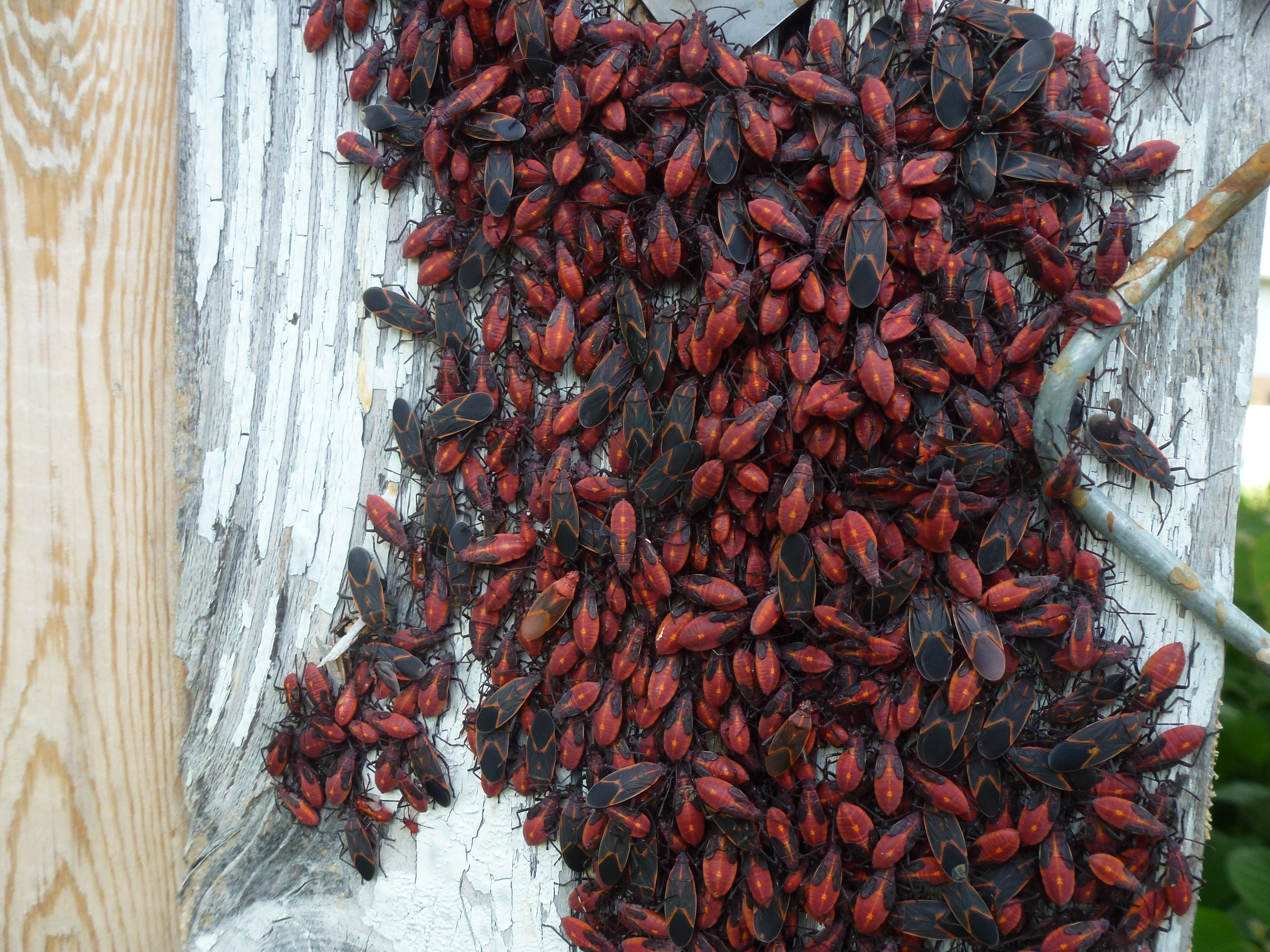
Masa de insectos en un poste en Bolton, Ontario en septiembre 2018.